# Cayuco
Pour les articles homonymes, voir Cayucos (homonymie).

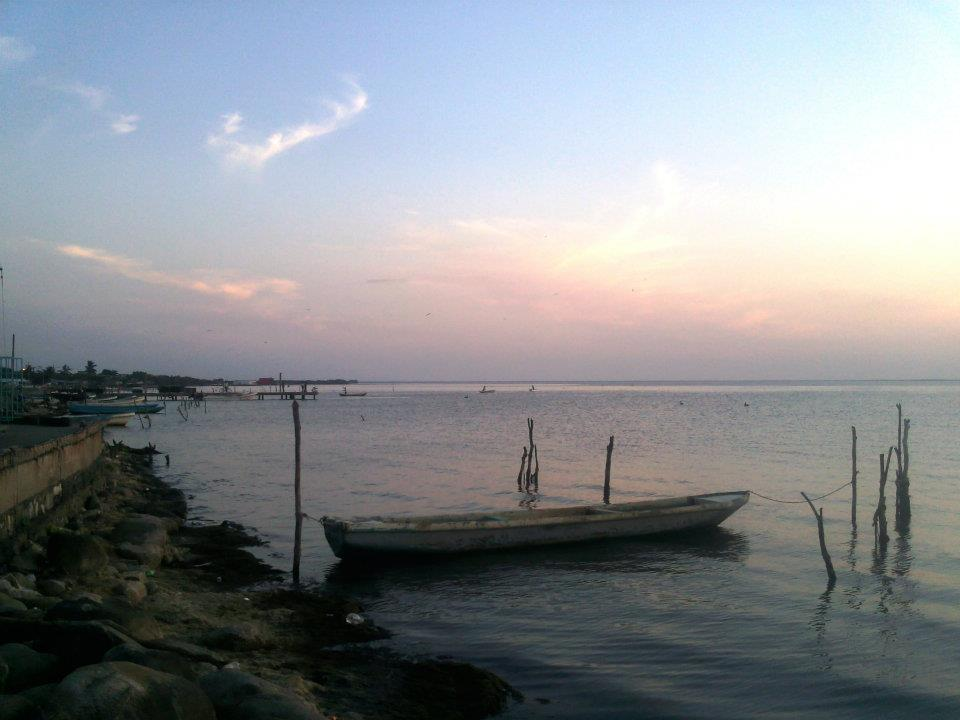
Un cayuco à Paredón.

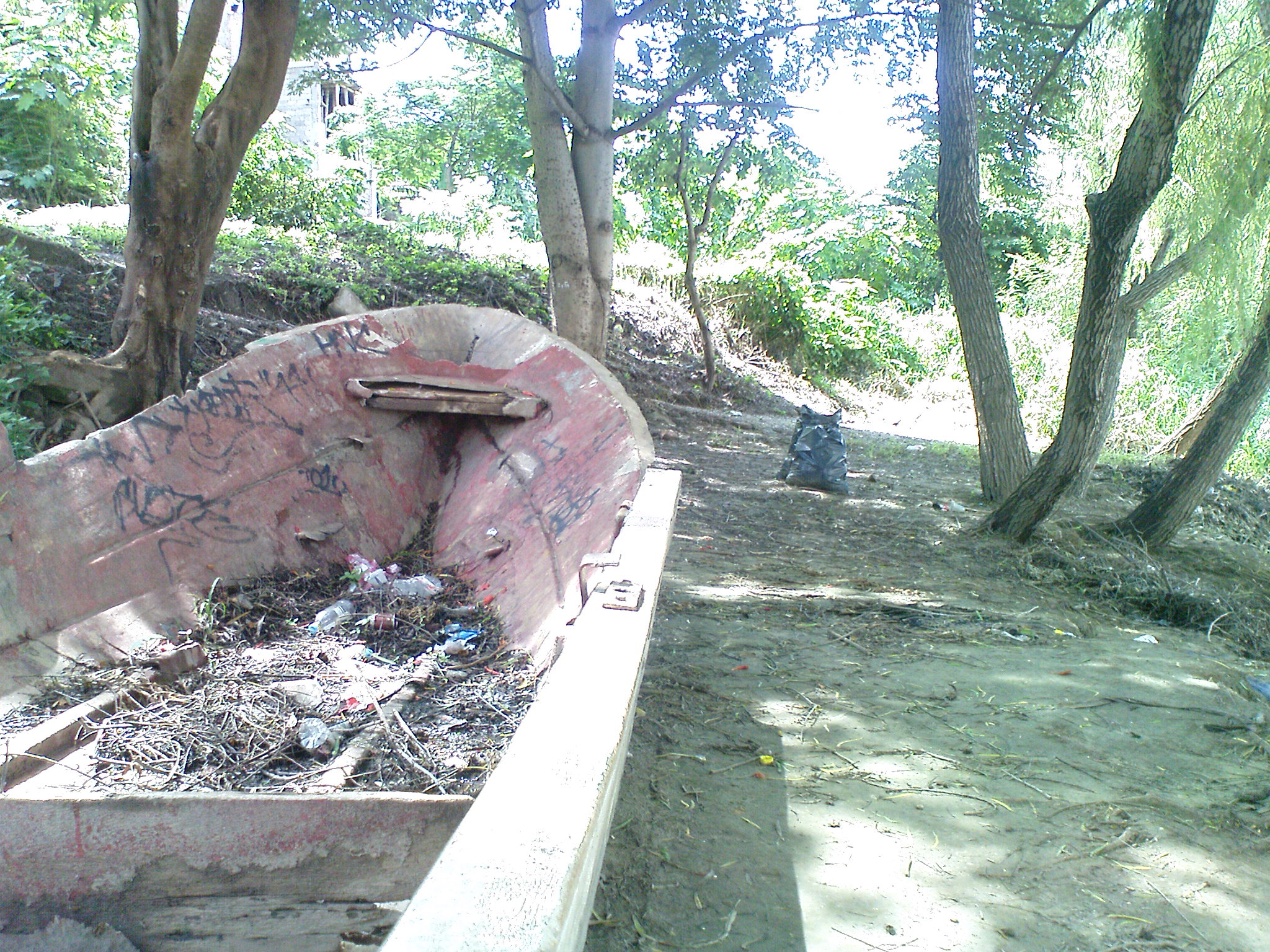
Cayuco à rio Grande (Grijalva).

Un cayuco est un type de petite pirogue monoxyle (taillé dans le tronc d'un arbre) d'Amérique centrale et des Caraïbes, utilisée initialement par les populations autochtones. 
Le nom a dérivé pour désigner une pirogue d'Amérique centrale, fluviale ou maritime. 

## Compétition
En 1954, ces navires ont été adoptés par les Boy Scouts of America Explorers dans l'ancienne zone du canal de Panama pour faire la première The Ocean to Ocean Cayuco Race qui traverse le canal de Panama, de l'océan Atlantique à l'océan Pacifique. 
Les courses de Cayuco s'effectuent sur une embarcation de quatre places, propulsée uniquement en pagayant. 

## Expression
Cayuco à Porto Rico est une expression idiomatique pour quelque chose de difficile, une situation très difficile à affronter ou un problème trop difficile à démêler.               